# Tomáš Hertl
Tomáš Hertl (* 12. November 1993 in Prag) ist ein tschechischer Eishockeyspieler, der seit März 2024 bei den Vegas Golden Knights in der National Hockey League unter Vertrag steht. Zuvor verbrachte der Center über zehn Jahre bei den San Jose Sharks.

## Karriere
Hertl begann seine Karriere beim HC Slavia Prag und durchlief dort sämtliche Nachwuchsabteilungen. In der Saison 2010/11 kam er erstmals für Slavias Profimannschaft in der höchsten tschechischen Spielklasse Extraliga zum Einsatz. Ab der folgenden Spielzeit gehörte er zum Stammkader Slavia Prags. Er erzielte in 38 Spielen 25 Scorerpunkte und wurde im Anschluss an die Spielzeit als Extraliga-Rookie des Jahres ausgezeichnet. Beim NHL Entry Draft 2012 wurde er in der ersten Runde an insgesamt 17. Position von den San Jose Sharks selektiert. In der Extraliga-Saison 2012/13 war Hertl mit 18 Toren und insgesamt 30 erzielten Scorerpunkten aus 43 Spielen erfolgreichster Torschütze und Punktesammler des HC Slavia Prag.
Am 3. Juni 2013 unterschrieb Hertl einen Einstiegsvertrag bei den San Jose Sharks. Am 3. Oktober 2013 bestritt er sein erstes NHL-Spiel, in dem er eine Torvorlage gab. Das erste NHL-Tor seiner Karriere erzielte er im Spiel darauf am 5. Oktober gegen die Phoenix Coyotes, es war zudem das spielentscheidende Tor. Am 8. Oktober 2013 erzielte er im Spiel gegen die New York Rangers in seinem dritten NHL-Spiel vier Tore. Insgesamt erzielte Hertl im Oktober 2013 in 13 Partien acht Tore und insgesamt elf Scorerpunkte, woraufhin er als NHL-Rookie des Monats ausgezeichnet wurde.
Im weiteren Verlauf etablierte sich der Tscheche als einer der Leistungsträger in San Jose, wobei er in der Saison 2018/19 mit 74 Scorerpunkten aus 77 Partien seinen bisherigen Karriere-Bestwert erreichte. Zudem übernahm er zur Spielzeit 2019/20 das Amt des Assistenzkapitäns. Im März 2022 unterzeichnete er bei den Sharks einen neuen Achtjahresvertrag, der ihm mit Beginn der Saison 2022/23 ein durchschnittliches Jahresgehalt von ca. 8,1 Millionen US-Dollar einbringen soll.
Bereits im März 2024 allerdings wurde Hertl, nach über zehn Jahren in San Jose, kurz vor der Trade Deadline an die Vegas Golden Knights abgegeben. Darüber hinaus sandten die Sharks jeweils ein Drittrunden-Wahlrecht in den NHL Entry Drafts 2025 und 2027 nach Las Vegas, während die Golden Knights im Gegenzug David Edstrom und ein Erstrunden-Wahlrecht im Draft 2025 abgaben. Hertl verließ die Sharks somit nach 712 Partien und 484 Punkten, wobei ihn zu diesem Zeitpunkt nur fünf Spieler in der ewigen Scorerliste des Franchise übertrafen.

### International
Tomáš Hertl vertrat sein Heimatland erstmals mit der tschechischen Nationalmannschaft bei der U18-Junioren-Weltmeisterschaft 2011 und erzielte dabei in sechs Partien ein Tor. Bei den U20-Junioren-Weltmeisterschaften 2012 und 2013 erzielte er bei beiden Turnieren je fünf Punkte in sechs Spielen und belegte am Ende mit seiner Mannschaft den fünften Rang.
Seinen ersten Einsatz für Tschechiens Herren-Mannschaft hatte Hertl bei der Weltmeisterschaft 2013, bei der er in acht Partien ohne Punkt- und Medaillenerfolg blieb. Im September 2016 sollte er zum tschechischen Aufgebot beim World Cup of Hockey 2016 gehören, sagte jedoch verletzungsbedingt ab. Bei der Weltmeisterschaft 2022 in Finnland gewann Hertl mit dem tschechischen Team die Bronzemedaille.

## Erfolge und Auszeichnungen
- 2012 Extraliga-Rookie des Jahres
- 2013 NHL-Rookie des Monats Oktober
- 2020 Teilnahme am NHL All-Star Game
- 2024 Teilnahme am NHL All-Star Game

### International
- 2022 Bronzemedaille bei der Weltmeisterschaft

## Karrierestatistik
Stand: Ende der Saison 2024/25

### International
Vertrat Tschechien bei:
| - Ivan Hlinka Memorial Tournament 2010 - U18-Junioren-Weltmeisterschaft 2011 - U20-Junioren-Weltmeisterschaft 2012 - U20-Junioren-Weltmeisterschaft 2013 | - Weltmeisterschaft 2013 - Weltmeisterschaft 2014 - Weltmeisterschaft 2015 - Weltmeisterschaft 2022 |

(Legende zur Spielerstatistik: Sp oder GP = absolvierte Spiele; T oder G = erzielte Tore; V oder A = erzielte Assists; Pkt oder Pts = erzielte Scorerpunkte; SM oder PIM = erhaltene Strafminuten; +/− = Plus/Minus-Bilanz; PP = erzielte Überzahltore; SH = erzielte Unterzahltore; GW = erzielte Siegtore; 1 Play-downs/Relegation; Kursiv: Statistik nicht vollständig)